# Richard Ramirez
Ricardo „Richard“ Muñoz Ramirez (29. února 1960 – 7. června 2013) byl americký sériový vrah, násilník, satanista a zloděj, který zemřel, zatímco čekal na popravu v Kalifornii v cele smrti.
Zabil 14 lidí, z toho 11 znásilnil, dalších 5 se pokusil zabít a vyloupil 14 domů. Byl zadržen 31. srpna v roce 1985. Ramirez se narodil 29. února v roce 1960 v El Pasu v Texasu. Ve svých 22 letech opustil školu a vydal se do Los Angeles v Kalifornii, kde se ubytoval na nějakou dobu v Hotelu Cecil. V roce 1996, když byl ve vězení, si Ramirez vzal za manželku Doreen Lioyovou. Dne 7. června ráno roku 2013 Ramirez zemřel ve věku 53 let na lymfom v Marin General Hospital v Greenbrae. Ramirez byl v cele smrti již více než 23 let a čekal na popravu ve státě Kalifornie.